# Maza de San Pedro
Maza de San Pedro es una localidad del municipio de Villalba de los Llanos, en la comarca del Campo de Salamanca, provincia de Salamanca, España. 

## Toponimia
La segunda parte de su nombre, "de San Pedro", se debe a la localidad medieval de San Pedro de Formarizo, que se ubicaba en el entorno de la actual Maza de San Pedro, y que fue fundada en el proceso repoblador llevado a cabo por los reyes leoneses en la Alta Edad Media en la zona.
En todo caso, no está claro si el actual Maza de San Pedro se corresponde con el San Pedro de Formarizo medieval, o si por el contrario habría surgido como una alquería junto a aquel tomando su nombre de forma invertida (Formarizo de San Pedro), al estilo de lo que ocurre en otras localidades como Robliza de Cojos y Cojos de Robliza, o Vega de Tirados y Tirados de la Vega.

## Demografía
En 2016 Maza de San Pedro contaba con una población de 1 habitante (INE 2016).
| Gráfica de evolución demográfica de Maza de San Pedro entre 2000 y 2016                  |
|                                                                                          |
| Fuente: Instituto Nacional de Estadística de España - Elaboración gráfica por Wikipedia. |